# بوني ستيوارت
بوني ستيوارت (بالإنجليزية: Bonnie Stewart)‏ هو رياضياتي أمريكي، ولد في 10 يوليو 1914، وتوفي في 15 أبريل 1994.